# Martino Martini
Martini Ákos (egyszerűsített kínai : 卫匡国, hagyományos kínai : 卫匡国, pinyin : Wei Kuāngguó) (Trento, 1614. szeptember 20. – Hangcsou, 1661. június 6.)  egy olasz jezsuita misszionárius volt, térképész és történész, részt vett a jezsuita Kína-misszióban.

## Élete
Miután befejezte középiskolai tanulmányait, 1631-ben belépett a Jézus Társaságába. Elküldték tanulni klasszikus filozófiát, Rómába (1634-1637). Azonban őt a csillagászat és a matematika jobban érdekelte amit Athanasius Kircher tanított. Kérését benyújtotta Mutius Vitelleschinek, hogy misszionáriusként Kínábába utazhasson, az akkori jezsuita általános elöljárójának. Befejezte a teológiai tanulmányait Portugáliában (1637-1639) felszentelt pap lett 1639-ben, Lisszabonban.

## Kínai misszió
1634 augusztus 11-én kérte, hogy részt vehessen a kínai misszióban. 1638 júliusában elindul Rómából Lisszabonba. Még Lisszabonban kezdett kínai nyelven tanulni, és innen 1640 március 25-én fut ki a "Nossa Senhora de Atalaia" hajó fedélzetén. Ami után partra szállt Makaóban 1642 augusztus 4-én egy évig ott marad tanulni a kínai nyelvet. 1644-ben eléri Hangcsout. Martini sokat utazik, és utazása közben térképészeti munkát végez. Ebben az időben történik a mandzsuk betörése az országba észak felől, de hamar megtörtént a hatalom átvétel és békét hoztak az új hódítók. Ekkor válik Schall von Bell a naptár iroda igazgatója Pekingben. Martini Pekingbe utazik, hogy asszisztense legyen Bellnek, de Martini még a Ming-dinasztia befolyásos embere volt, így Bell tanácsára a pekingi hatóságok visszairányították őt Hangzouba. 
Csak rövid ideig maradhatott itt, mert visszaküldték Rómába, hogy képviselje azokat a jezsuiták elleni vitában azt az álláspontot, hogy a jezsuiták azért alkalmazkodnak olyan feltűnően, hogy átveszik a kínai szokásokat és kínai ruhában járnak, mert ezeket nem tartják vallási elkötelezettségnek. Kalandos úton Fülöp-szigeteki holland börtön után Norvégia, Hamburg és Amszterdam következett. Itt adták ki híres térképét Kínáról az Atlas Sinensist 1655-ben. Rómában már döntöttek a kínai rítusok ellen a domonkos rendi Morales beadványa alapján, de a római ellenhatározatot (1655) meg nem várva Martini visszautazik Kínába 1654-ben. A határozat lehetővé tette a jezsuitáknak, hogy folytassák a kínai rítusok gyakorlását. 1659-ben visszatért Hanghzouba, ahol misszionárius tevékenységet végzett, és felügyelte az épülő templomot.